# Агами
Агами (лат. Agamia agami) — околоводная птица из семейства цаплевых. Единственный вид рода Agamia.

## Описание
Агами достигает длины 66—76 см и массы от 475 до 580 г. По сравнению с цаплями у них короткие лапы, но очень длинный тонкий клюв. Шея и брюхо окрашены в каштановый цвет с белой линией спереди по центру шеи. Крылья зелёного цвета. Тонкие перья палево-синего оттенка украшают голову, бока туловища и низ спины. Лапы, клюв и открытая часть головы бледно-жёлтые. Самки и самцы внешне похожи, но молодые особи более насыщенного коричневого цвета с белой спереди шеей и коричнево-белыми полосками снизу.
Агами тихие птицы, но их пары и семейства могут издавать звуки, похожие на храп или дребезжание.

## Ареал и места обитания
Агами распространены в Центральной и Южной Америке от восточной Мексики до южных границ Амазонии. Обитают на лесных болотах и водно-болотных пространствах в лесистой местности. Ведут скрытный образ жизни, держатся в основном в тени под нависающей над водой сверху растительностью.

## Размножение
Гнездятся на территории от юга Центральной Америки до Перу и Бразилии. Птицы гнездятся колониями, состоящими обычно из 11—15 гнёзд в Коста-Рике и Юго-Восточной Мексике, но в Белизе и Французской Гвиане сообщалось об исключительных случаях, когда концентрация в колонии составляла 80 гнезд и 900 гнезд, соответственно. Гнездо сооружается из веточек и размещается на дереве на высоте 1—3 м от воды. В кладке 2—4 яйца, бледно-сине-зелёного или тускло-голубоватого цвета.

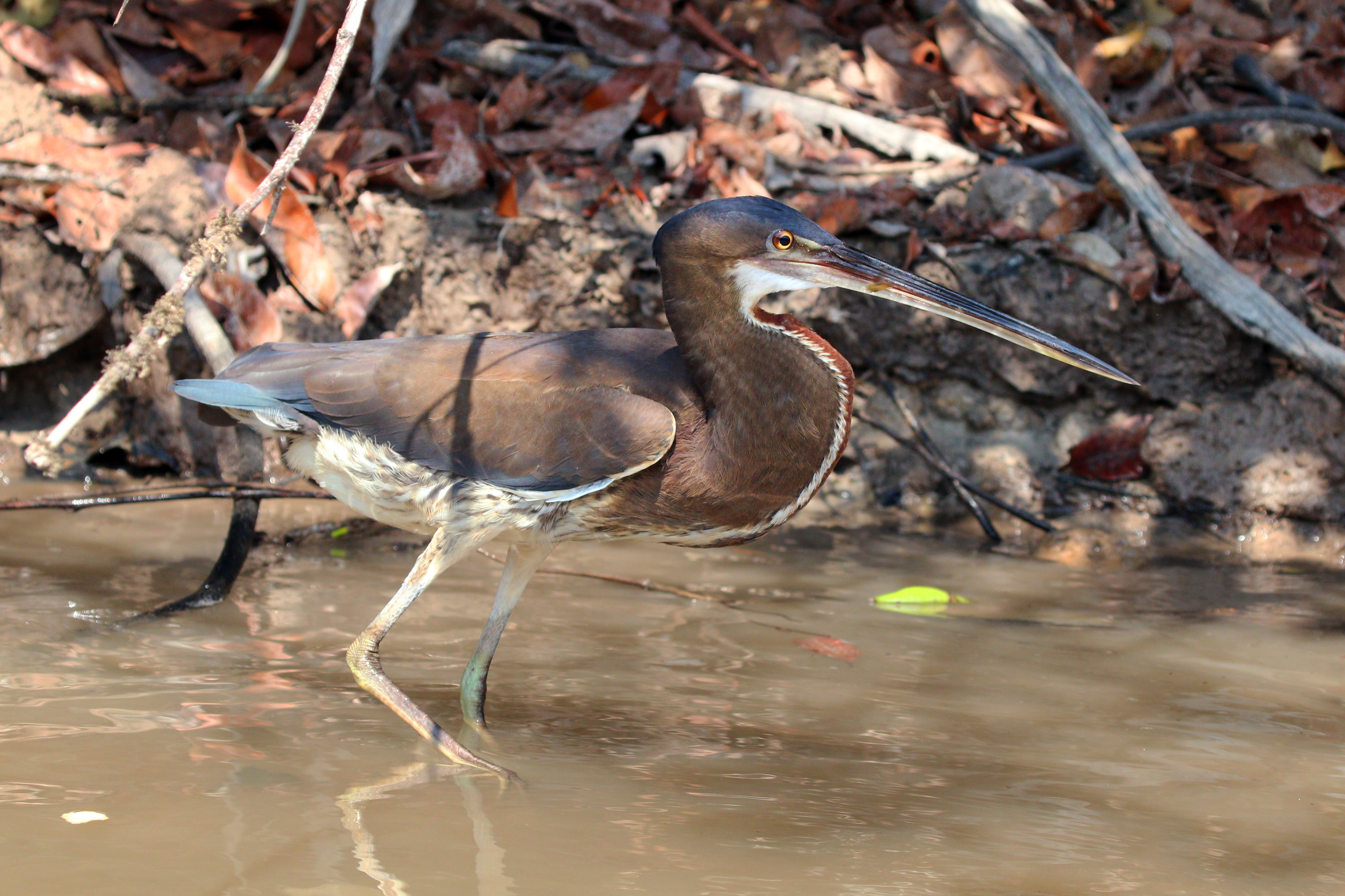
Молодая агами

## Питание
Агами ловят рыбу и в поисках своей добычи на мелководье часто стоят на месте или медленно передвигаются. Редко переходят на открытую воду. Также агами питаются лягушками, мелкими рептилиями и улитками.